# Shanzhou
Shanzhou är ett i stadsdistrikt i Sanmenxia i Henan-provinsen i centrala Kina. Det ligger vid Gula flodens södra strand omkring 210 kilometer väster om provinshuvudstaden Zhengzhou.
Fram till februari 2015 var orten ett härad med namnet Shan (kinesiska: 陕县?, pinyin: Shǎn xiàn), även romaniserat Shanhsien.
Orten ligger på gränsen till Shaanxi-provinsen, som den också givit namn till, med betydelsen "väster om Shan härad".